# بارپارا
بارپارا (به لاتین: Barpara) یک منطقهٔ مسکونی در بنگلادش است که در ناحیه بندربان واقع شده‌است.